# 目覚まし
目覚まし（めざまし、眠気覚まし）とは睡眠状態から強制的に覚醒させることをいう。目が覚めるほど立派であるということから「目覚ましい」という形容詞も存在する。子供が起床した際に与えられる菓子類のことをいうこともあるが、その場合は特に「おめざ」、「おめざまし」という呼称が用いられる。
外部からの刺激により目が開く事から目覚ましというが、目が開いた後、意識を明瞭にする刺激を目覚ましと呼ぶ場合もある。
人間の睡眠はレム睡眠とノンレム睡眠を繰り返し行っている。これらの睡眠途中でタイミング良く目が覚めれば、すっきりした目覚めになり、深い眠りからいきなり目覚ましされれば寝ぼけた症状になることがある。

## 主な刺激

### 睡眠時
主に、睡眠からの移行時の刺激
- 音
  - 鳥や人などの声
  - 人工的な音
    - 目覚まし時計のベル、チャイム
    - 住宅地の音
- 光
  - 日光など
- その他の刺激
  - 皮膚などへの刺激
  - 体内への覚醒物質の注入
- 姿勢の変更

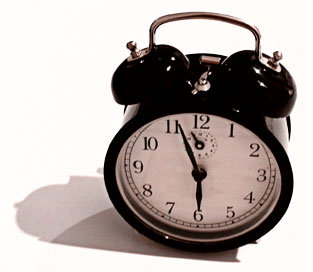
目覚し時計

  - 軍隊・消防など、不規則な時間に確実に覚醒させる必要がある場合に、枕の形状を変化させる等の手段で睡眠している者の姿勢を変更し半強制的に覚醒させる場合がある

### 覚醒後
主に目が覚めた後の刺激
- 音
  - 鳥や人などの声
  - 人工的な音
    - 住宅地の音
- 光
  - 日光など
- その他の刺激
  - 皮膚などへの刺激
  - ひんやりとした空気